# Sidi Saïd Hanafi
Sidi Saïd Hanafi est un avocat algérien né le 8 juin 1889 mort le 19 septembre 1944.
Avocat entre 1916 et 1943, il a été un des personnalités phares pour la création du club désormais le plus titré d'Algérie : la JS Kabylie. Il a repris le projet de création d'un club dans la ville de Tizi-Ouzou à la suite de la disparition du Rapid Club de Tizi-Ouzou. En effet, il initia le projet d'un club devant s'appeler Association sportive de Kabylie, puis en avait fait la demande d'affiliation à la FFF en 1943. Mais il ne verra pas le club qu'il a pratiquement créé de ses propres mains, puisqu'il mourra en 1944.